# Andreas Wellinger
Andreas Wellinger (n. 28 august 1995, Traunstein, Bavaria, Germania) este un săritor cu schiurile german, medaliat olimpic. A participat la 2 ediții ale Jocurilor Olimpice (2014, 2018) în care a câștigat două medalii de aur.